# Paul Warwick (pilote)
Pour les articles homonymes, voir Paul Warwick.
Paul Warwick (né le 29 janvier 1969 à New Alresford, Hampshire, Angleterre - mort le 21 juillet 1991 à Oulton Park, Cheshire, Angleterre, lors d'une épreuve de Formule 3000) était un pilote automobile britannique. 

## Biographie
Frère cadet du pilote Derek Warwick (animateur des pelotons de Formule 1 dans les années 1980), Paul Warwick fait ses débuts en sport automobile en 1988, dans le championnat britannique de Formule 3. Après deux saisons et demie dans la discipline, il accède courant 1990 au championnat international de Formule 3000, mais sans grand succès. 
Il se relance en 1991 dans le championnat britannique de Formule 3000, au sein de l'écurie Madgwick (copropriété du pilote Nigel Mansell). Auteur d'un début de saison parfait avec quatre victoires en quatre courses, il domine largement le championnat. Lors de la manche d'Oulton Park, il s'apprête à cueillir une cinquième victoire lorsqu'il est victime d'un accident causé par une rupture mécanique survenue à haute vitesse. Éjecté de sa monoplace, il est tué sur le coup. La course ayant été stoppée au drapeau rouge, la victoire est accordée de manière posthume à l'infortuné pilote britannique (en cas de drapeau rouge, le règlement stipule que le classement pris en compte est celui du tour précédent l'accident). Son avance au classement général est telle qu'il remporte également le titre de champion en fin de saison.

## Palmarès
- Champion de Grande-Bretagne de Formule 3000 en 1991 (à titre posthume)